# Гартенман, Кристина
Кристи́на Га́ртенман (нем. Christina Gartenmann; род. 25 декабря 1959) — швейцарская кёрлингистка.
В составе женской команды Швейцарии участник двух чемпионатов Европы, участвовала в демонстрационном турнире по кёрлингу на зимних Олимпийских играх 1988.

## Достижения
- Чемпионат Европы по кёрлингу: бронза (1990).
- Чемпионат мира по кёрлингу среди ветеранов: золото (2022).
- Чемпионат Швейцарии по кёрлингу среди ветеранов: золото (2022).

## Команды
| Сезон   | Четвёртый          | Третий        | Второй             | Первый             | Запасной                                         | Турниры                                     |
| ------- | ------------------ | ------------- | ------------------ | ------------------ | ------------------------------------------------ | ------------------------------------------- |
| 1987—88 | Кристина Лестандер | Барбара Майер | Кристина Гартенман | Катрин Петеранс    |                                                  | ЧЕ 1987 (5 место) ЗОИ 1988 (демо) (7 место) |
| 1990—91 | Кристина Лестандер | Кристин Криг  | Николь Отликер     | Кристина Гартенман |                                                  | ЧЕ 1990                                     |
| 2021—22 | Кристина Лестандер | Sandra Born   | Silvia Gygax       | Кристина Гартенман | Karin Durtschi тренер: Christian Bangerter (ЧМВ) | ЧШВ 2022 · ЧМВ 2022                         |

(скипы выделены полужирным шрифтом)